# Sandjak de Biga
1867–1922
Entités précédentes :
- Sandjak au sein du vilayet de Constantinople

Entités suivantes :
- Province de Çanakkale

Le sandjak de Biga (turc ottoman : بيغا سنجاغي) est une ancienne province ottomane de second rang (sandjak/sanjak ou liva), correspondant approximativement à l'actuelle province turque de Çanakkale.

## Histoire

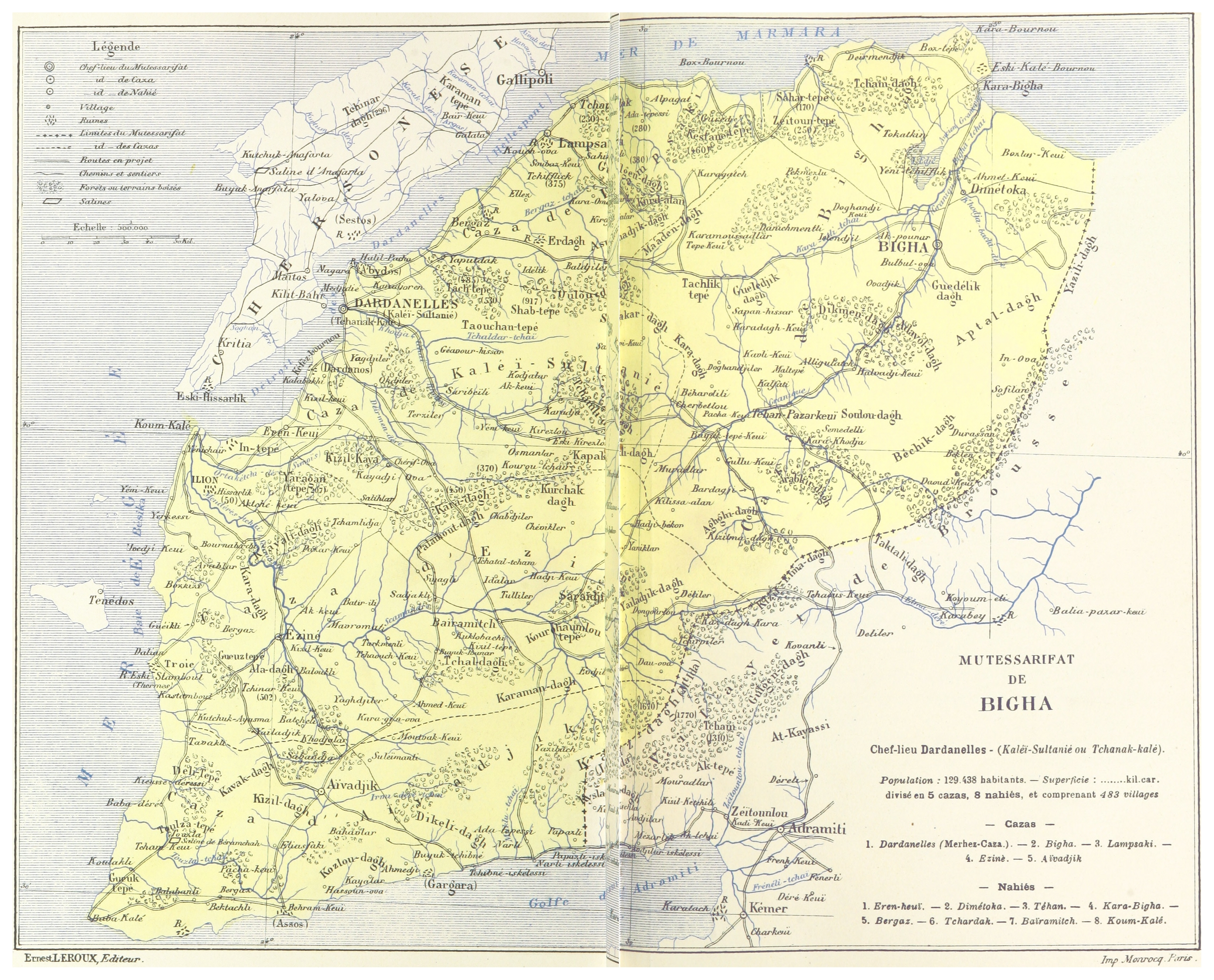
Carte représentant le territoire indépendant (moutasarrifat) de Biga, en 1894.

La région du sandjak, jusqu'alors sous contrôle byzantin, est conquise par les Ottomans en 1363, tandis que le sandjak lui-même fait son apparition à la suite de la création de l'Eyalet d'Anatolie. En 1533, son territoire est incorporé au sein de celui de l'Eyalet de l'Archipel. En 1841, son territoire est incorporé au sein de celui de l'Eyalet de Hüdavendigâr, dont il fait partie jusqu'en 1867, date à laquelle il devient la capitale (pasha-sanjak) du Vilayet de l'Archipel (issu de l'ancien eyalet du même nom). Cependant, le siège du gouverneur n'est pas situé à Biga, mais à Kale-i Sultaniye.
En 1877, le sandjak est incorporé au sein du territoire du Vilayet de Constantinople, avant de faire, par la suite, partie de l'éphémère Vilayet de Karesi (1881-88). À la suite de la dissolution de ce dernier, Biga devient un sanjak indépendant, dont le territoire correspond approximativement à l'actuelle province de Çanakkale, à la seule exception de la péninsule de Gallipoli, cette dernière faisant partie d'un sandjak distinct. Au cours des dernières décennies de l'existence de l'Empire ottoman, il est souvent désigné sous le nom de sa capitale, Kale-i Sultaniye, aujourd'hui connue sous le nom de Çanakkale.